# Xylopia lenombe
Xylopia lenombe este o specie de plante angiosperme din genul Xylopia, familia Annonaceae, descrisă de Jorge Américo Rodrigues Paiva. Conform Catalogue of Life specia Xylopia lenombe nu are subspecii cunoscute.